# Agape (gênero)
Agape é um gênero de traça pertencente à família Arctiidae.